# The road dance
The road dance (literal, El baile del camino) es una película de 2021 escrita y dirigida por Richie Adams, y basada en la novela homónima del periodista John MacKay. La película aborda el tema de la guerra mundial y los primeros escarceos amorosos. Una violación provocará una ruptura grave en la vida de las protagonistas, madre e hija, ruptura que acabará con una parte de su vida.

## Trama
To be what we are and to become what we are capable of becoming is the only end of life.
Robert Louis Stevenson

Isla de Lewis, Hébridas Exteriores, Escocia, 1904. Mientras la pequeña Kirsty juega con su padre en la costa, este muestra su deseo de ir a un lugar más "amable", puede que a América, algo que quizás algún día podrá lograr.
Garenin, 1916. Kirsty ha perdido a su padre y trabaja la tierra junto a su madre Mairi y su hermana Annie. Mantiene una relación con Murdo, con quien comparte su sueño de ir a América. Sin embargo, él y otros chicos pronto tendrán que luchar en el Frente Occidental en la Primera Guerra Mundial, por lo que antes de partir se organiza un baile para despedir a los muchachos. Durante la noche, Kirsty sale a caminar sola por un acantilado, pero es atacada por detrás por un hombre que luego la viola. Kirsty es rescatada por Murdo y tratada por el Dr. Maclean, a quien le confiesa que solo recuerda haberse golpeado la cabeza contra una roca. A la mañana siguiente, al regresar a casa, la niña se da cuenta de que ha sido víctima de una violación. Poco después, los chicos parten hacia el frente.
Algún tiempo después, Kirsty descubre con horror que ha quedado embarazada, e intenta ocultarlo. Su madre invita al doctor Maclean a cenar con ellos; el hombre habla de su vida pasada como médico en Londres, donde vivía con su esposa. Mientras tanto, Kirsty mantiene correspondencia con Murdo y le revela su estado a su hermana. Angus regresa del frente sin un brazo y le dice a Kirsty que Murdo le salvó la vida, pero que tal vez no logró conservar la suya, pues nadie lo ha visto desde entonces. Mairi le dice a Annie que sabe que Kirsty está embarazada, pero ambas están convencidas de que el padre del feto es Murdo; sin embargo, a la mañana siguiente, Kirsty les revela que la noche del baile fue violada por un hombre que no pudo identificar. La niña decide ser examinada por el doctor Maclean, pero su madre se opone. Justo en ese momento a Kirsty se le rompe fuente y da a luz en su casa. El bebé es sietemesino y muy débil. A pesar de todo, a Kirsty le gustaría tenerlo con ella, pero su madre sugiere que no la vean con él.
Durante la noche, Mairi le dice a Annie que es mejor para todos que el niño salga de la aldea. Kirsty, que escucha la conversación, decide llevárselo mientras ellas duermen. Con solo una linterna, Kirsty intenta llegar hasta la casa del médico, pero se da cuenta de que el bebé está muerto. Annie alcanza a su hermana pero Kirsty, desesperada, se arroja al mar. Kirsty se salva, pero también se encuentra el cuerpo de su hijo. Esto lleva a Warden McRae a hablar con el Dr. Maclean porque la había visitado la noche del baile, y ambos acuden a Mairi y Annie para pedirles hablar con Kirsty. La niña se niega a hablar, pero el médico intenta decirle algunas palabras y la convence para que la examinen. El médico le dice al tutor que Kirsty nunca ha dado a luz, pero siente que algo anda mal, por lo que le pide que la examine nuevamente y contacta al Dr. Connolly para realizar una segunda prueba. Connolly también afirma que Kirsty es virgen.
Kirsty reflexiona cada vez más y finalmente acude al Dr. Maclean, contándole sobre el dolor que sintió desde la noche del baile hasta ahora, acusándolo abiertamente de ser quien la violó y que pronto todos sabrán qué clase de hombre es. De camino a casa, Kirsty pasa junto al guardián McRae y ambos escuchan un disparo proveniente de la casa del médico. A continuación, Kirsty les revela a su madre y a su hermana que cuando el Dr. Maclean fue a visitarla olió el aliento a whisky, el mismo que provenía del hombre que la violó, por lo que él es el culpable. Warden McRae irrumpe en su casa y explica que el médico se suicidó, y agrega que evidentemente hicieron que el Dr. Connolly visitara a Annie en lugar de Kirsty; Mairi defiende a su hija y le dice que fue el médico quien violó a Kirsty y, con el apoyo de su vecina Peggy, quien le declara que él tiene la posibilidad de elegir mientras que la niña no la tenía, lo convence de que lo deje pasar.
Kirsty decide empezar una nueva vida en América y, después de haber saludado calurosamente a su familia y a los demás habitantes (entre ellos Skipper, un hombre que vive aislado y es considerado extraño, que le regala el colgante de Murdo), toma un ferry que la lleva. Lo lleva a Nueva York, donde su tío vive en un edificio de apartamentos. Tiempo después, la niña recibe una visita completamente inesperada: se trata de Murdo, que estuvo prisionero de los alemanes hasta el final de la guerra; De vuelta en Garenin, el niño se enteró de todo lo que le pasó a ella gracias a Mairi. Los dos se besan, finalmente reunidos.

## Reparto
- Hermione Corfield : Kirsty Macleod
- Felicity Keenan : Kirsty de niña
- Morven Christie : Mairi Macleod
- Ali Fumiko Whitney : Annie Macleod
- Will Fletcher : Murdo MacAulay
- Mark Gatiss : Dr Maclean
- Alison Peebles : paisano
- Sean Gilder : Peter
- Jeff Stewart : Skipper
- Luke Nunn : Angus MacSween
- Tom Byrne : Iain Ban
- Scott Miller : Calum Morrison
- Ian Pirie : Constable McRae
- Liam Brennan : Mack Morrison
- David Brooks : padre de Kirsty

## Reconocimientos
- 2021 – Festival Internacional de Cine de Edimburgo[1][2]
  - Mejor Película - Premio del Público
- 2022 – Festival Internacional de Cine de Manchester[1][2]
  - Mejor Película - Premio del Jurado
- 2023 – Festival de Cine de Sedona[1][2]
  - Mejor película dramática